# Moamy
Moamy, également orthographié Moami, est une commune rurale du département de Bobo-Dioulasso de la province du Houet dans la région des Hauts-Bassins au Burkina Faso.

## Géographie
Moamy est située dans le 6e arrondissement du département de Bobo-Dioulasso, à environ 20 km du centre de Bobo-Dioulasso sur la route nationale 8.

## Éducation et santé
Le centre de soins le plus proche de Moamy est le centre de santé et de promotion sociale (CSPS) de Koumi, ainsi que les hôpitaux de Bobo-Dioulasso.